# Erika Krenn
Erika Krenn (* 16. Juli 1925 in Wien; † 15. Jänner 2018 ebenda) war eine österreichische Politikerin (SPÖ) und Volksschuldirektorin. Krenn war von 1970 bis 1984 Abgeordnete zum Wiener Landtag und Gemeinderat und 1984 Abgeordnete zum Österreichischen Nationalrat.
Krenn besuchte von 1931 bis 1935 die Volksschule und im Anschluss zwischen 1935 und 1939 die Hauptschule. Des Weiteren absolvierte Krenn eine Lehrerbildungsanstalt. Beruflich war Krenn zunächst im Lohnbüro der Firma Siemens & Halske tätig, danach war sie Volksschullehrerin und ab 1966 Volksschuldirektorin. 1976 wurde sie zur Oberschulrätin ernannt.
Krenn engagierte sich politisch als Vorsitzende des Frauenkomitees der SPÖ Wien-Favoriten und war zudem Mitglied des Wiener und des Bundes-Frauenkomitees der SPÖ. Zwischen 1970 und 1984 vertrat sie die SPÖ im Wiener Gemeinderat und war Abgeordnete zum Wiener Landtag, wobei sie von 1983 bis 1984 das Amt der Dritten Präsidentin des Wiener Landtages innehatte. Danach war sie vom 7. September 1984 bis zum 11. September 1984 Abgeordnete zum Nationalrat. Zudem wirkte Krenn zwischen 1971 und 1986 als Vorstandsmitglied des Kuratoriums der Wiener Pensionistenheime. Sie wurde am Wiener Zentralfriedhof bestattet.